# 巴區號驅逐艦 (DD-50)
巴區號驅逐艦（舷號DD-50）是一艘隸屬於美國海軍的驅逐艦，為艾爾文級驅逐艦的四號艦。她是美軍第一艘以巴區為名的軍艦，以紀念美國內戰時期的海軍軍官佐治·巴區（George B. Balch）。
巴區號在1912年於克雷普父子造船廠開始建造，在同年下水，於1914年服役。接著巴區號留在大西洋及加勒比海執勤。美國參與第一次世界大戰後，巴區號被派往英國及愛爾蘭海域，掩護協約國商船，期間巴區號曾與保爾丁號驅逐艦相撞。戰後巴區號留在加勒比海巡航，在1922年退役，並在1935年除籍，按倫敦海軍條約出售拆解。